# Delorhachis mariae
Delorhachis mariae is een vlinder uit de familie slakrupsvlinders (Limacodidae). De wetenschappelijke naam van deze soort is voor het eerst geldig gepubliceerd in 1945 door Dufrane.
De soort komt voor in tropisch Afrika.